# Hector-Martin Lefuel
Hector-Martin Lefuel (Versailles, 14 novembre 1810 – Parigi, 31 dicembre 1880) è stato un architetto francese, conosciuto in particolare per aver progettato l'espansione del Louvre sotto Napoleone III e per la ricostruzione del Pavillon de Flore.

## Biografia
Nato nel 1810, Hector-Martin Lefuel era figlio di Alexandre Henry Lefuel (1782–1850), imprenditore immobiliare. Venne ammesso all'École des Beaux-Arts nel 1829, studiandovi con Jean-Nicolas Huyot e nel 1833 aggiudicandosi il secondo posto alla competizione del Prix de Rome. Alla morte di suo padre, trascorse diversi anni nella gestione dei beni di famiglia, il che ritardò il suo completamento degli studi ma gli consentì di acquisire una notevole esperienza.
Vinse il Prix de Rome nel 1839 e successivamente trascorse gli anni tra il 1840 ed il 1844 come pensionario dell'Accademia di Francia a Roma a Villa Medici, assieme a Ernest Hébert (pittore) e Charles Gounod (musicista). Al suo ritorno in Francia, aprì un proprio studio e venne nominato ispettore alle costruzioni per conto della Camera dei Deputati.
Avendo collaborato al rifacimento del castello di Meudon (1848) ed alla sede delle Manifatture Reali di Porcellana di Sèvres (1852), venne nominato primo architetto al castello di Fontainebleau, una delle residenze preferite di Napoleone III; per l'imperatore disegnò infatti in loco il nuovo teatro (1853–1855). 

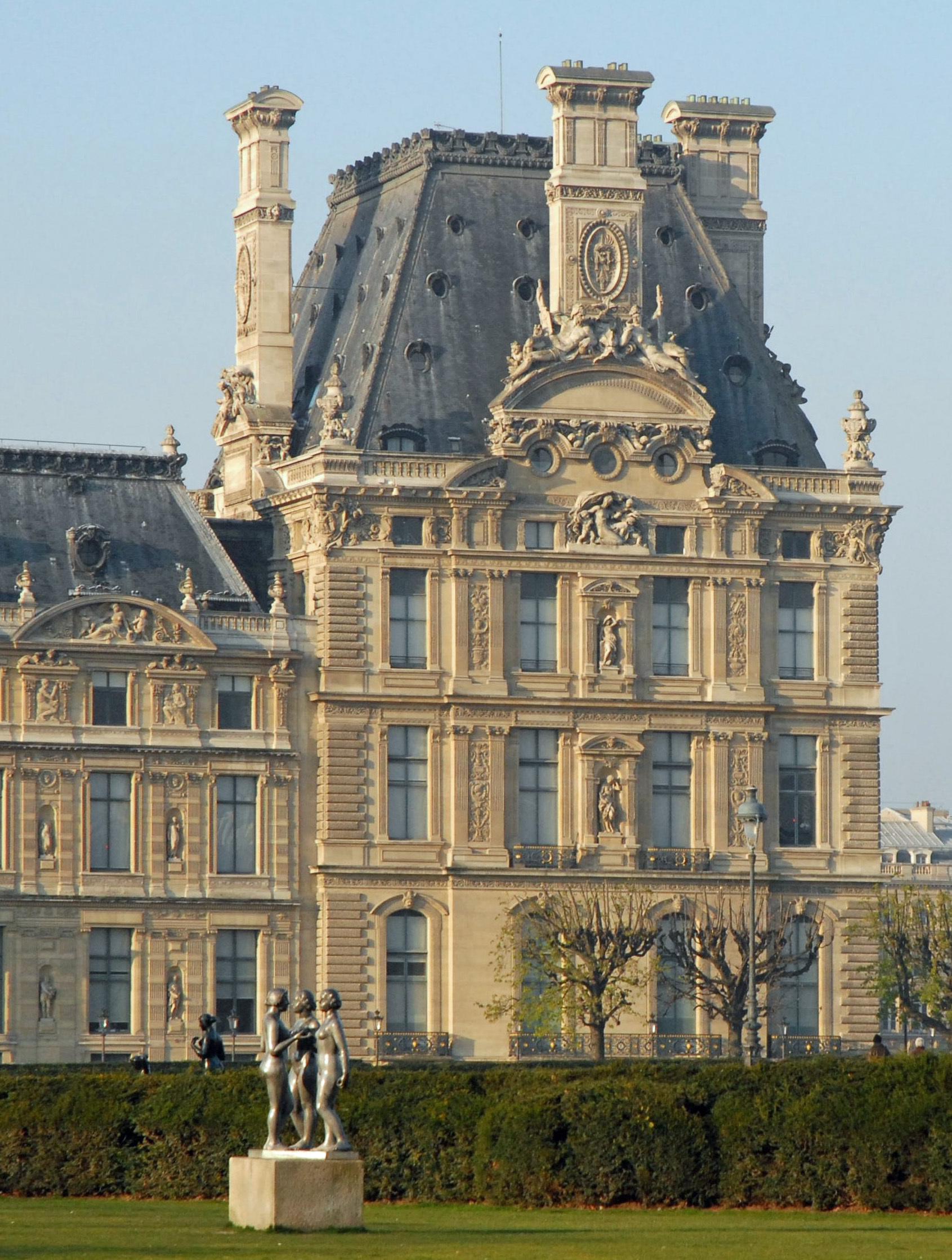
Pavillon de Flore, facciata nord

Dopo l'improvvisa morte dell'architetto Louis-Tullius-Joachim Visconti nel 1853, Lefuel venne incaricato dell'ambizioso progetto di completamento del Louvre. Egli mantenne il progetto del Visconti ma lo arricchì di ornamenti e dettagli e lo completò a tempi record nell'agosto del 1857, dando vita a uno dei capolavori d'architettura del secondo impero francese. Napoleone III gli chiese quindi di ricostruire il pavillon de Flore e gran parte della Grande Galerie, che venne completata sul finire degli anni '60. L'opera di Lefuel al Louvre divenne un vero e proprio esempio della nascente architettura di stile secondo impero. Lefuel creò inoltre gli appartamenti per la famiglia imperiale al Palazzo delle Tuileries, andati poi perduti quando il palazzo bruciò durante la Comune di Parigi del 1871.
Dopo la distruzione delle Tuileries, Lefuel venne incaricato di eseguire i lavori di riparazione al pavillon de Flore e di ricostruire il simmetrico pavillon de Marsan a nord, nel 1874–1879.
Venne eletto membro dell'Académie des beaux-arts nel 1855, prendendo il posto di Martin-Pierre Gauthier. Venne creato cavaliere (1854) e poi commendatore (1857) della legion d'onore.

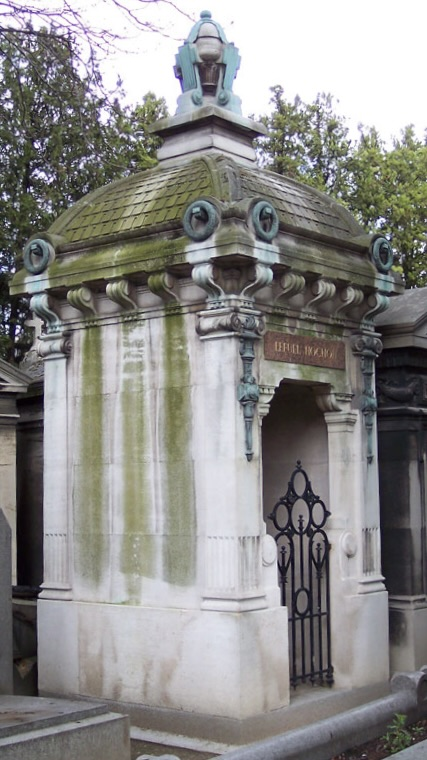
La tomba di Lefuel nel cimitero di Passy

Lefuel disegnò e costruì inoltre l'hôtel particulier di Achille Fould, ministro delle finanze sotto Napoleone III, e quello del direttore museale Émilien de Nieuwerkerke (l' Hôtel de Nieuwekerke al Parc Monceau) nonché l'Hôtel Émonville di Abbeville.
Disegnò anche diversi monumenti funebri come quelli dei compositori Daniel-François-Esprit Auber e François Bazin al cimitero di Père-Lachaise.
Un grandioso palazzo da lui progettato in stile Luigi XIII a Neudeck (Świerklaniec), Slesia polacca, costruito nel 1868–1872, è una delle più grandi residenze dei Donnersmarcks, e venne incendiato nel 1945 e poi demolito nel 1961.
Hector Lefuel morì a Parigi e venne sepolto nel cimitero di Passy.

## Gallery

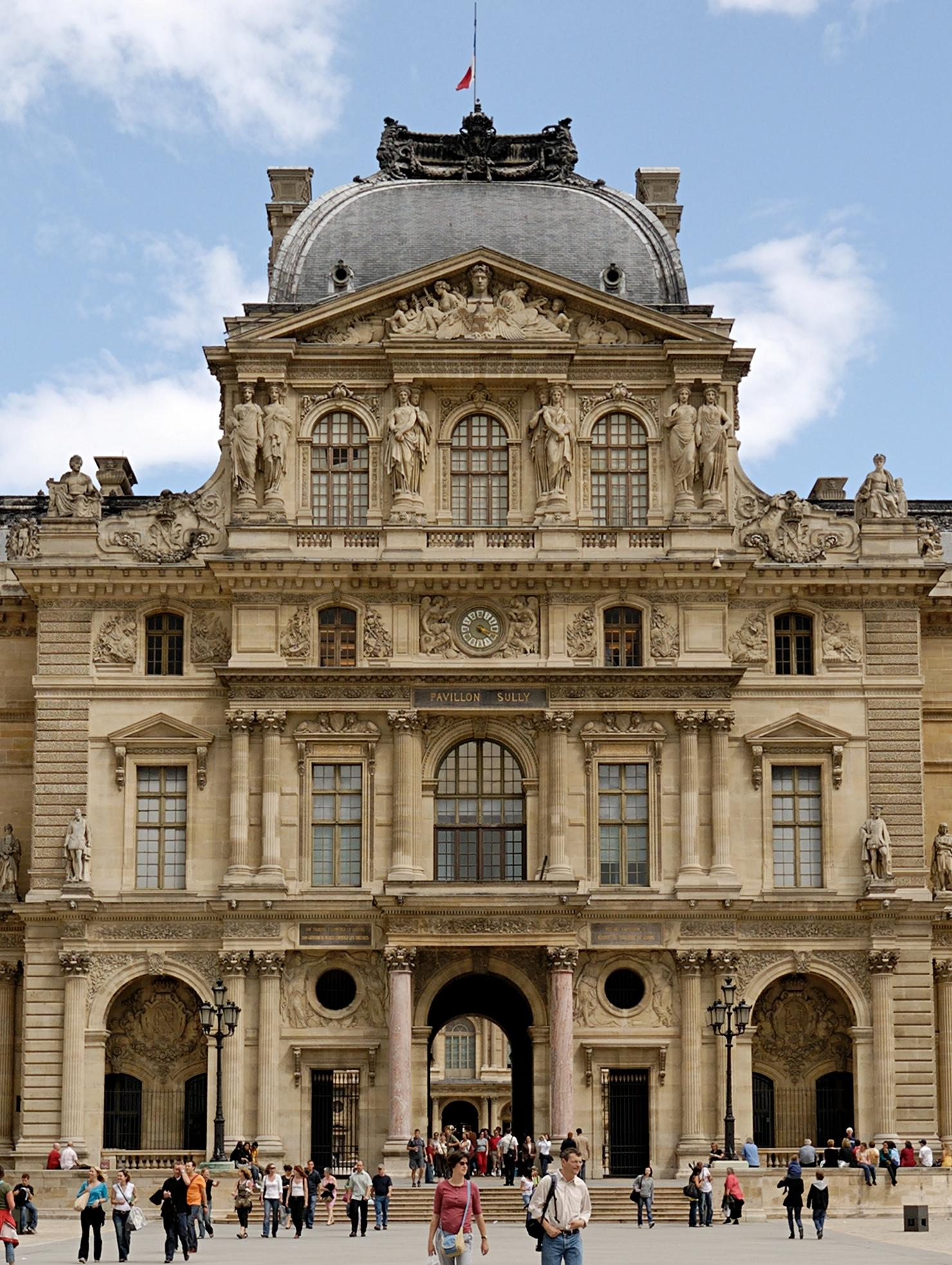
Il Pavillon Sully ad est della Cour Napoleon
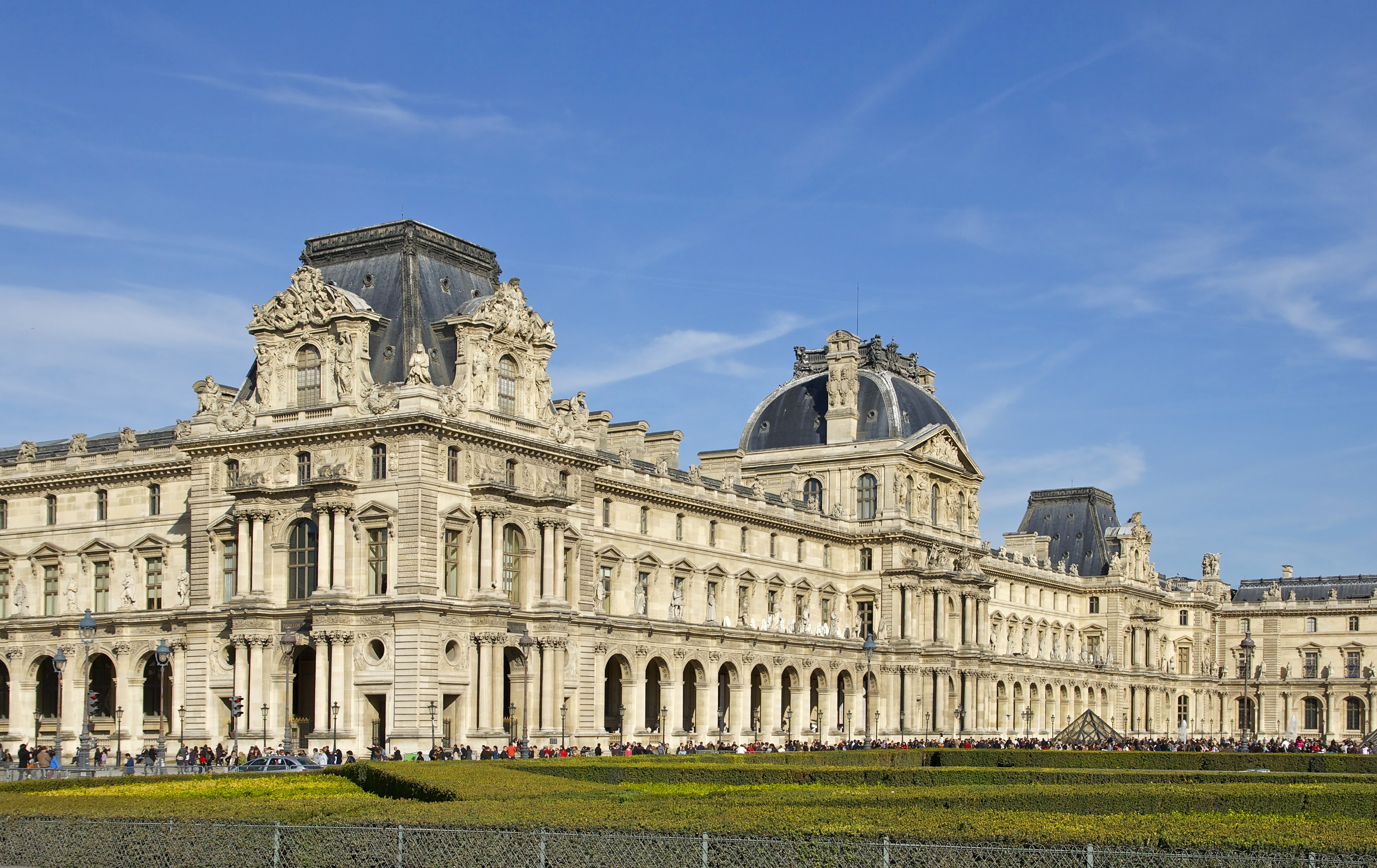
Veduta prospettica dell'ala Richelieu (1857)
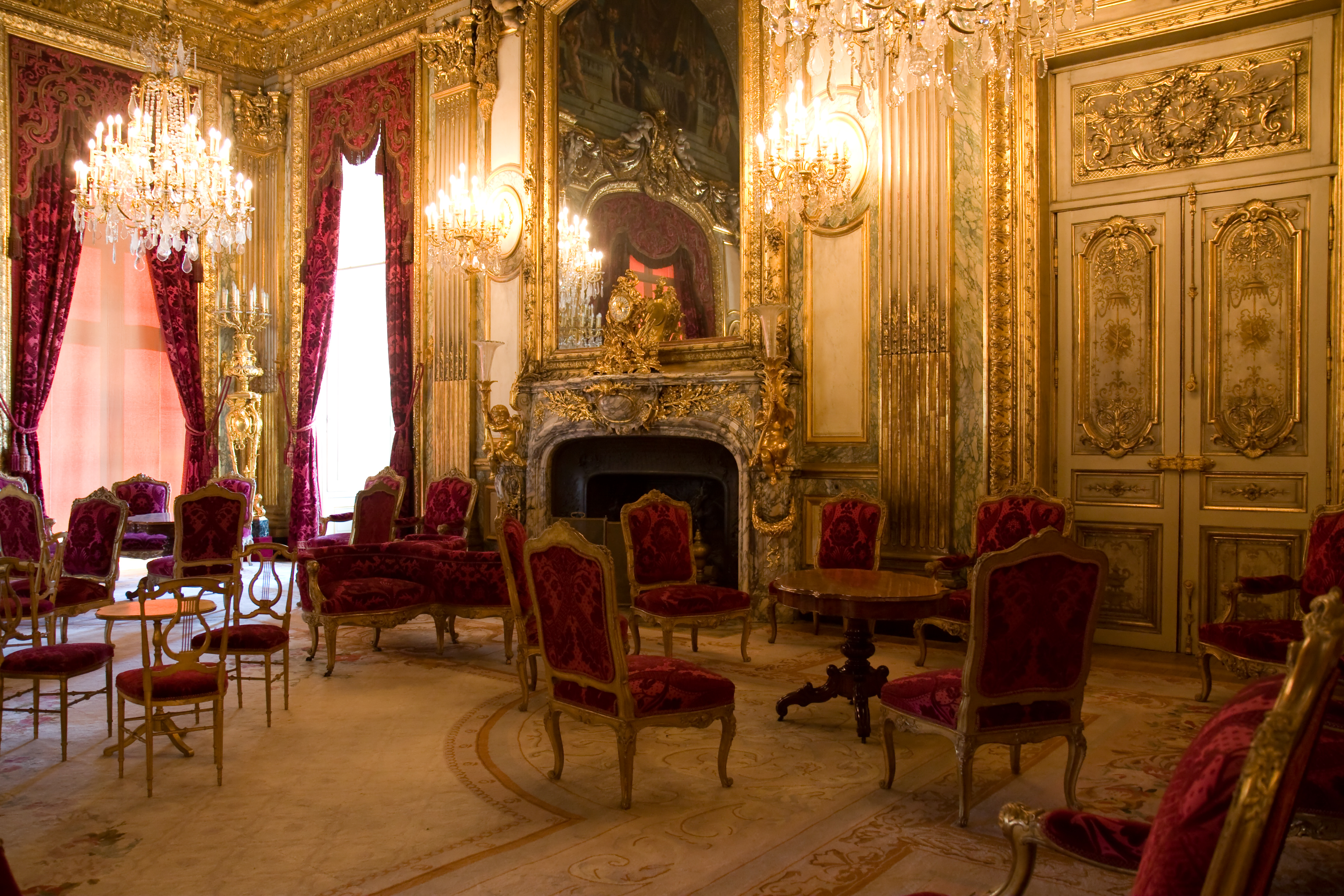
il Grand Salon degli appartamenti di Napoleone III
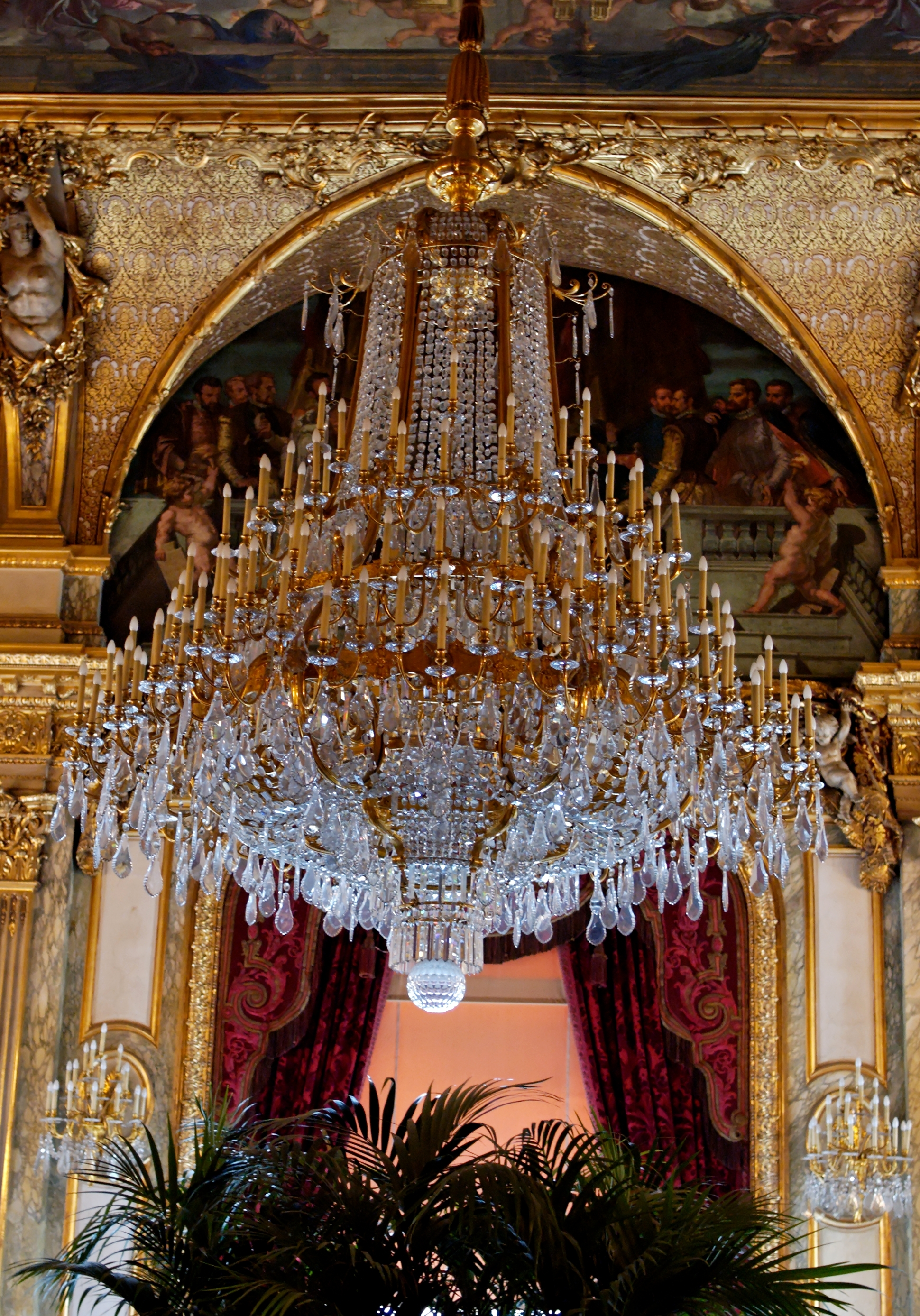
Lampadario centrale del Grand Salon
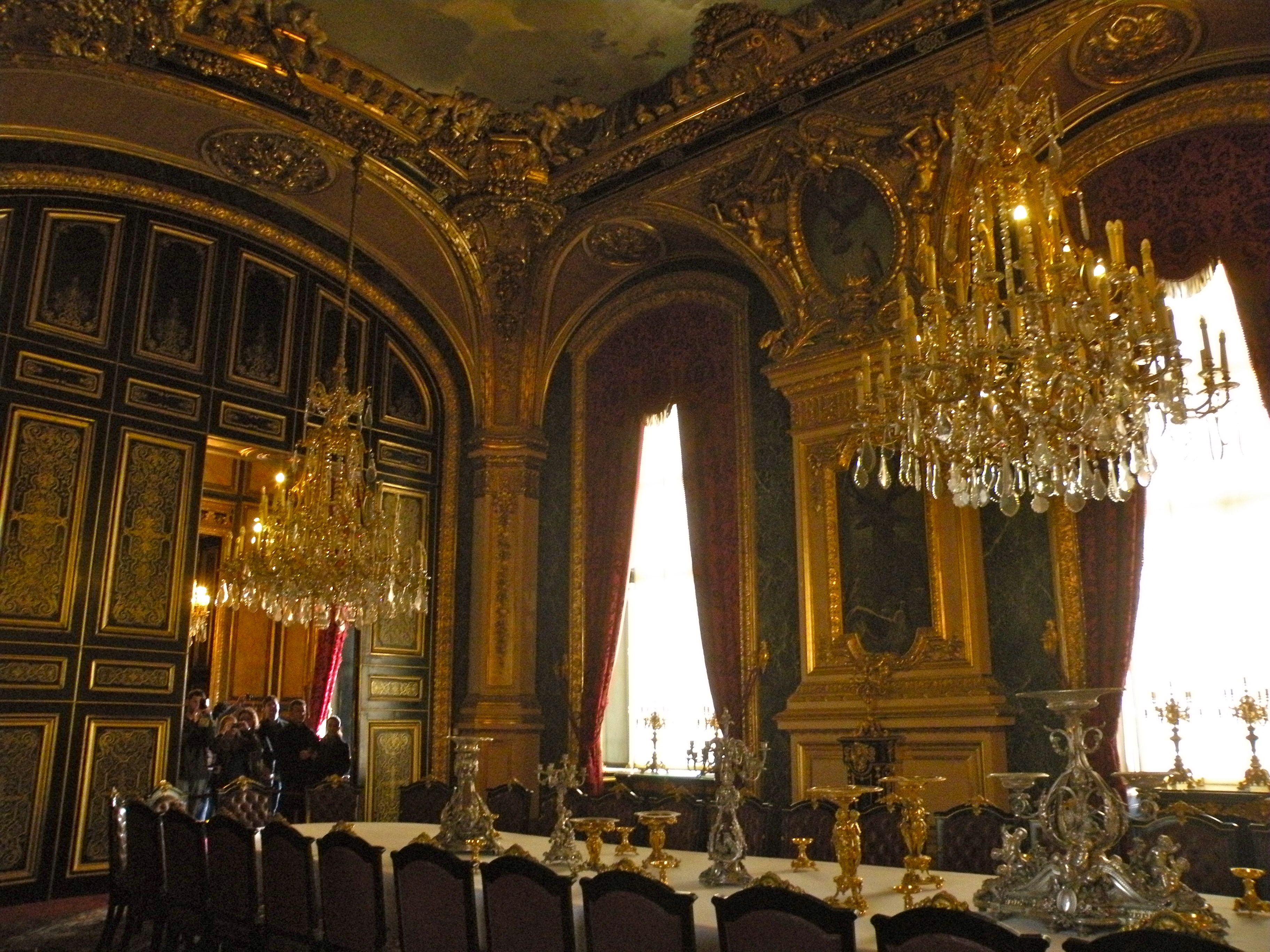
Sala da pranzo degli appartamenti di Napoleone III
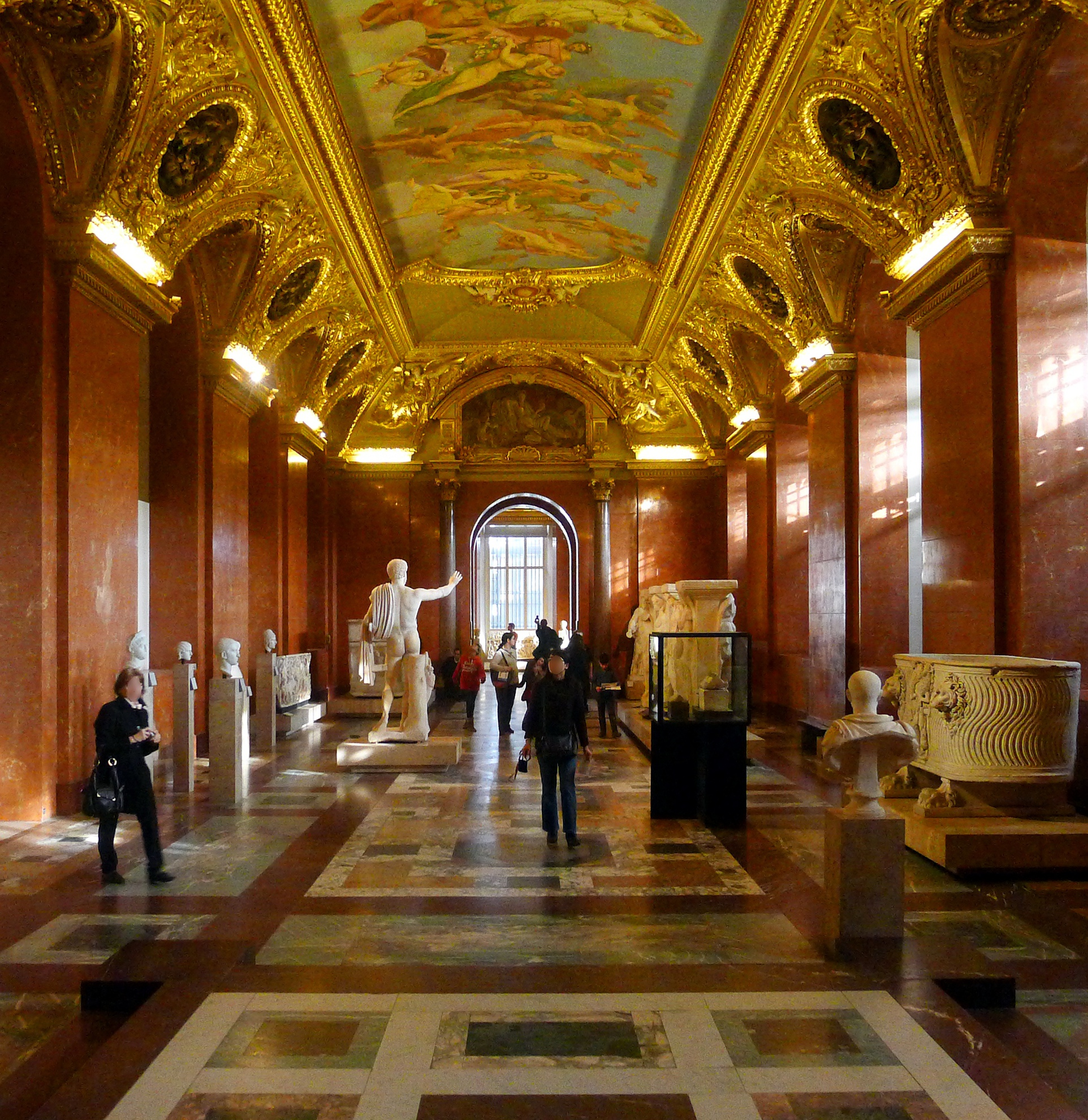
Sala di Augusto (originariamente Sala degli Imperatori)
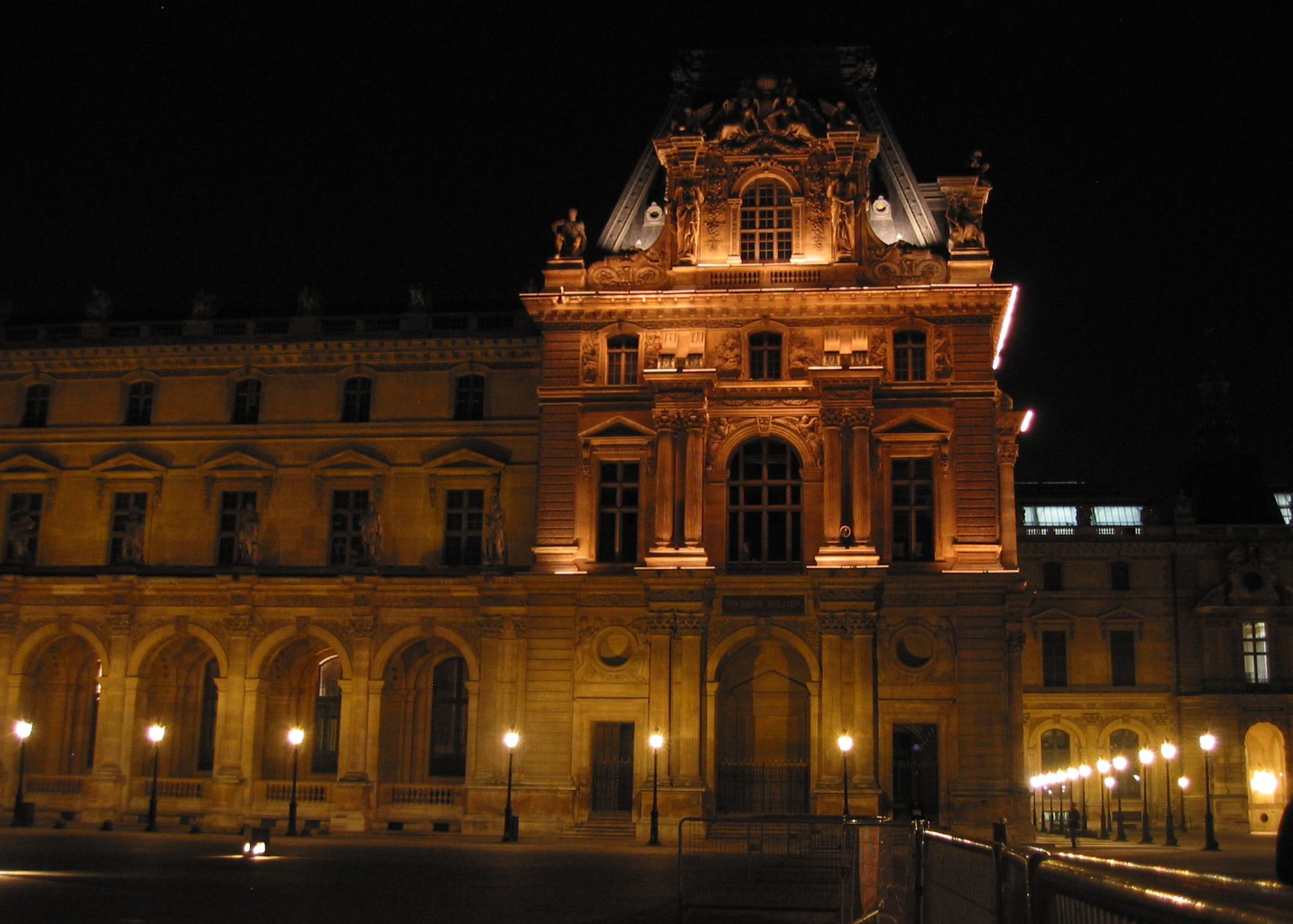
Padiglione Mollien dell'ala Denon
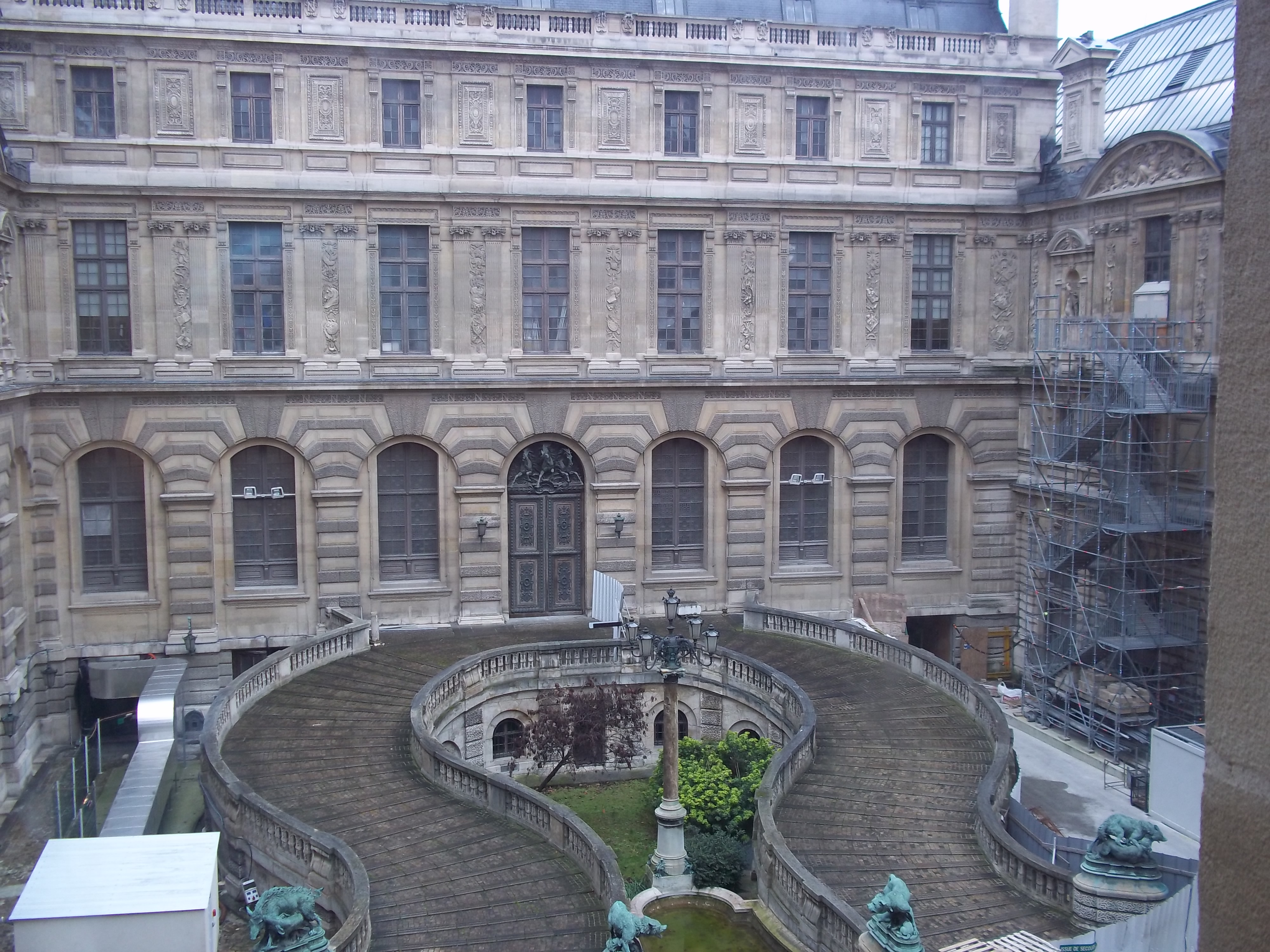
Cour Lefuel (Ala Denon) con la scalinata a ferro di cavallo che porta alle ex stalle dell'imperatore
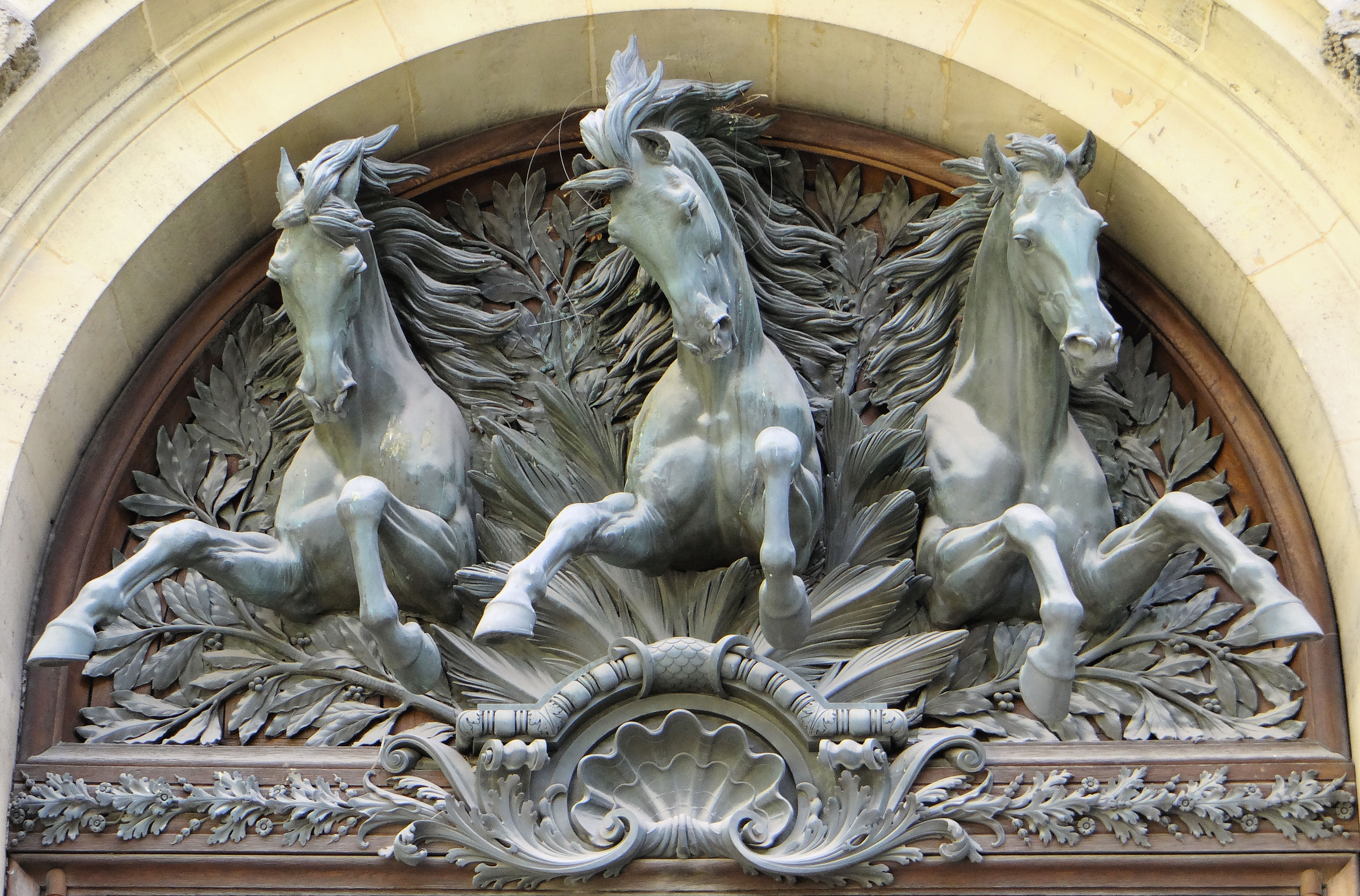
Timpano sopra la porta delle ex stalle imperiali dalla Cour Lefuel
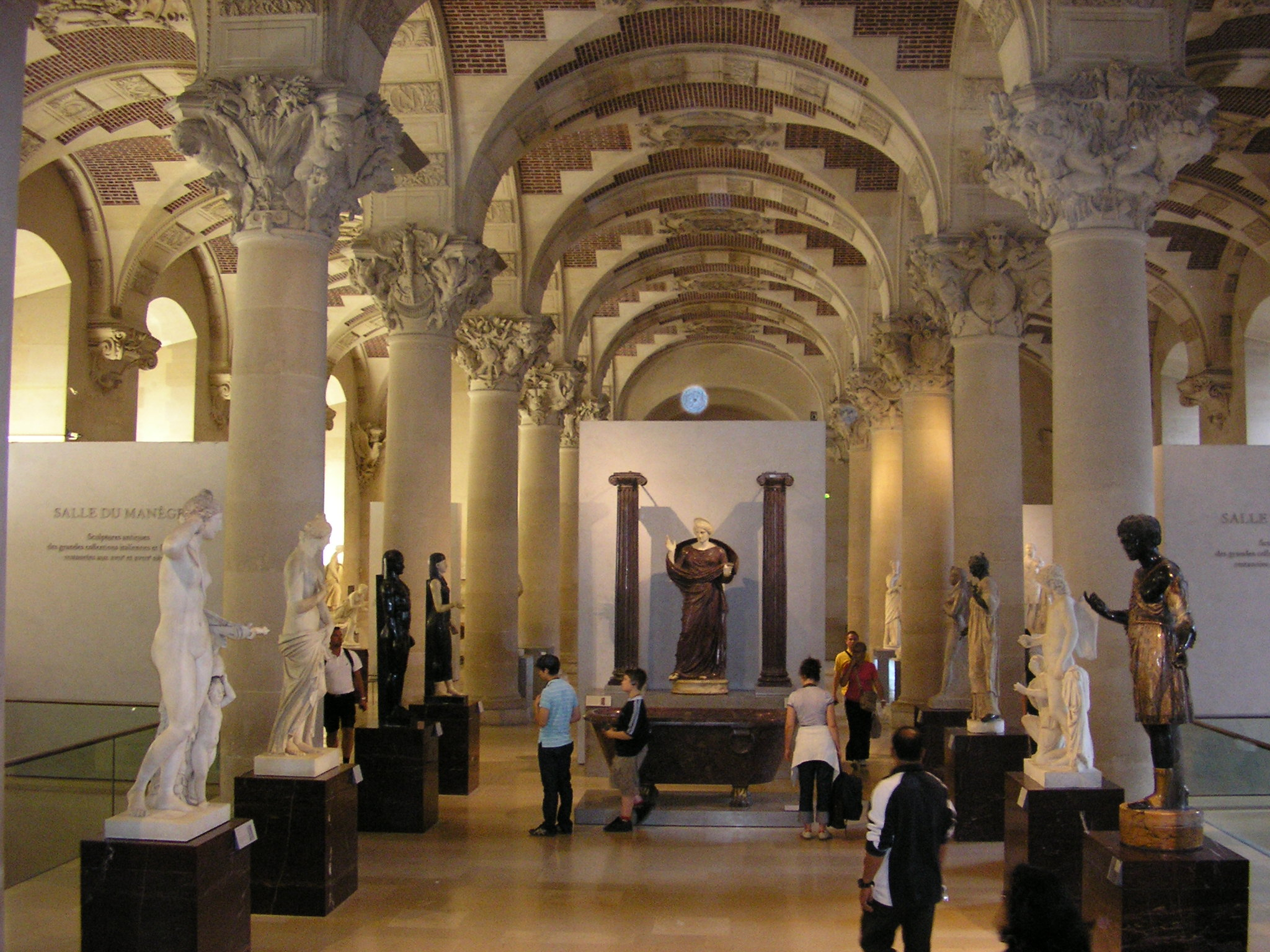
Salle du Manège (ex stalle)
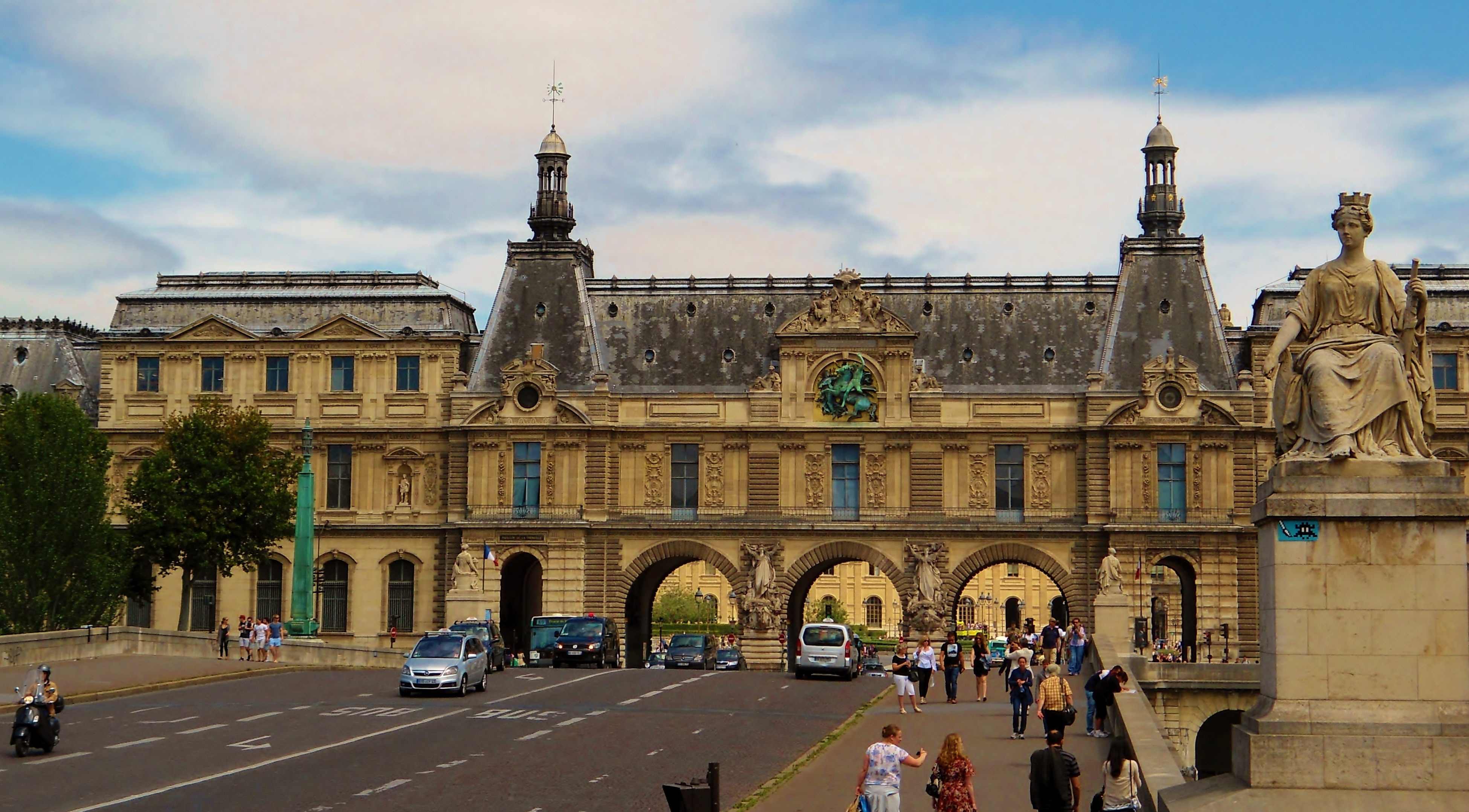
Facciata sud delle Guichets du Carrousel (1861)
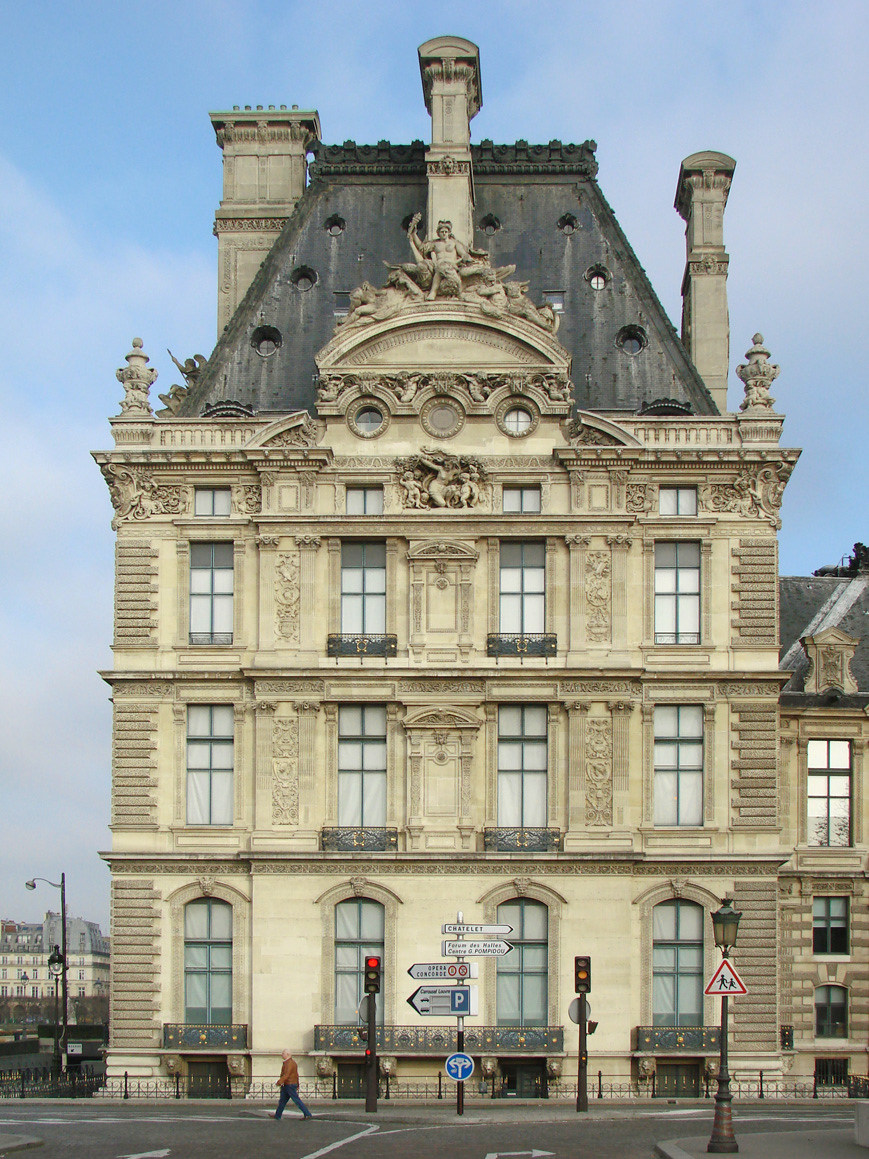
Pavillon de Flore, facciata sud